# アンヘル・デ・オロ
アンヘル・デ・オロ（英語: Ángel de Oro、1988年3月21日 - ）は、メキシコの男性プロレスラー（覆面レスラー）。コアウイラ州トレオン出身。CMLL所属。

## 来歴
父がアポロ・チャベス、兄がアンヘル・デ・プラタ（ニエブラ・ロハ）というルチャ一家。
CMLLの道場でトレーニングを積み、2005年にデビュー。2008年には兄らとアンヘレス・セレスティアレスを結成。2009年にはCMLLの新人賞受賞。2010年1月、ディアマンテ、ルーシュと組んでメキシコナショナルトリオ王座決定トーナメントの決勝でサグラド、パラシオ・ネグロ、メタル・ブランコ組を破り王座奪取。2011年、レジェス・デル・アイレ優勝。同年9月にはメキシコナショナルトリオ王座の防衛に失敗。2012年1月にはドラゴン・ロホ・ジュニアの持つCMLL世界ミドル級王座に挑戦も奪取に失敗。同年5月には、新日本プロレスのベスト・オブ・ザ・スーパージュニアに来日、Aブロック8点に終わった、大会では獣神サンダー・ライガーを破るなど健闘も見せた。大会ではポスト「ミスティコ」と紹介されていた。

## 得意技
- ラ・メセドーラ（変形のカンパーナ）
- アラス・デ・オロ

## 獲得タイトル
- CMLL世界タッグチーム王座
- メキシコナショナルトリオ王座

## 出演
- 「日経ビジネス」（日経BP社、2015年10月19日号） - 表紙

## 入場テーマ曲
- Nemo / Nightwish